# Toyota Prius

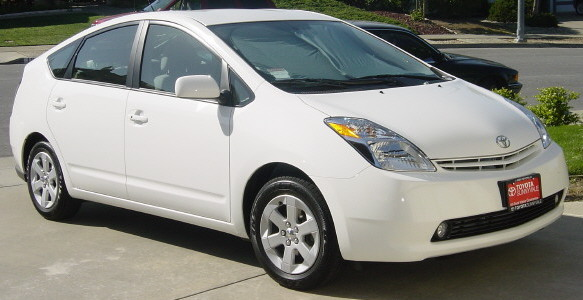
Toyota Prius (model 2004).

El Toyota Prius és un cotxe híbrid amb motor de gasolina i elèctric. És el més conegut en el sector dels vehicles híbrids i, alhora, el més venut a nivell mundial. El model inicial, posat a la venda al Japó l'any 1997, i després als Estats Units i a Europa, aconseguí molta notorietat, però una difusió limitada. La segona generació, comercialitzada el 2003 al Japó i als EUA, i un any més tard a Europa, va gaudir d'una més gran popularitat, sobretot als USA. La tercera generació, arribada al mercat europeu a la segona meitat del 2009, presenta un seguit de millores tècniques i d'equipament, tot mantenint l'estructura i la imatge del model anterior.
La carrosseria del Prius té un coeficient Cx de 0,26, per al Prius II i de 0,25 per al Prius III, un acabat d'alt nivell i ha aconseguit la màxima qualificació, cinc estrelles, en les proves de seguretat de l'EuroNCAP.
En aquest model l'única font d'energia prové del motor tèrmic, o sia de la combustió de combustible, i que té la possibilitat, de recarregar energia elèctrica exterior. El motor de gasolina és el que aporta energia a la bateria quan necessita recàrrega, si bé el sistema de frens permet recuperar l'energia cinètica del cotxe mitjançant un dels motors elèctrics, que actua com a generador elèctric. No cal dir que aquest sistema de recàrrega és totalment automàtic, i, si cal, utilitza els quatre frens de disc tradicionals per aturar ràpidament el vehicle.
Amb la voluntat de fer un cotxe respectuós amb el medi ambient, el constructor ha aconseguit excel·lents resultats al Michelin Challenge Bibendum i ha estat guardonat com a cotxe de l'any 2004 als Estats Units i el 2005 a Europa.

## Difusió
Segons dades facilitades per Toyota mostren que al 7 de juny de 2006 s'havien venut 500.000 unitats a nivell mundial, que per la totalitat de l'any 2006, havien superat les 180.000 unitats, i que per al 2007, van incrementar la producció un 40% i esperen arribar a 280.000 unitats venudes.
Al maig del 2008, la casa Toyota va anunciar que havia superat el milió d'unitats produïdes, el primer cotxe híbrid que aconsegueix aquesta fita.Cal citar també, que, almenys fins a l'any 2008, més de la meitat del total de Prius venuts, van trobar comprador als EUA.
Al mercat europeu, la seva presència ha anat creixent progressivament, gaudint del suport fiscal de molts dels estats de la UE. Concretament a França i Espanya, a partir del gener del 2008, rep un bonus de 2.000 euros a França, i l'excempció total de l'impost de matriculació de l'Estat Espanyol.
A final de setembre del 2010, segons fonts oficials, s'havien superat els dos milions d'unitats venudes, o sia un milió d'unitats en només dos anys i mig.

## Consum
El Departament de Transport del Regne Unit va situar el Prius en tercera posició en el rànquing general en matèria d'emissions, "ex equo" amb el Mini One D, i darrere el Volkswagen Polo TDI i el Seat Ibiza TDI, tots tres amb motorització diesel i carrosseria més petita.
El Ministeri d'Indústria espanyol, mitjançant l'IDAE, atribueix al Prius un consum de 4,3 litres de gasolina i unes emissions de 104 grams de CO2, cada 100 quilòmetres. Per al nou model, Prius III, les dades d'emissions citades pel fabricant, són de 89 grams de CO2 cada 100 quilòmetres, i un consum de 3,9 litres de gasolina.

## Nou Model 2009

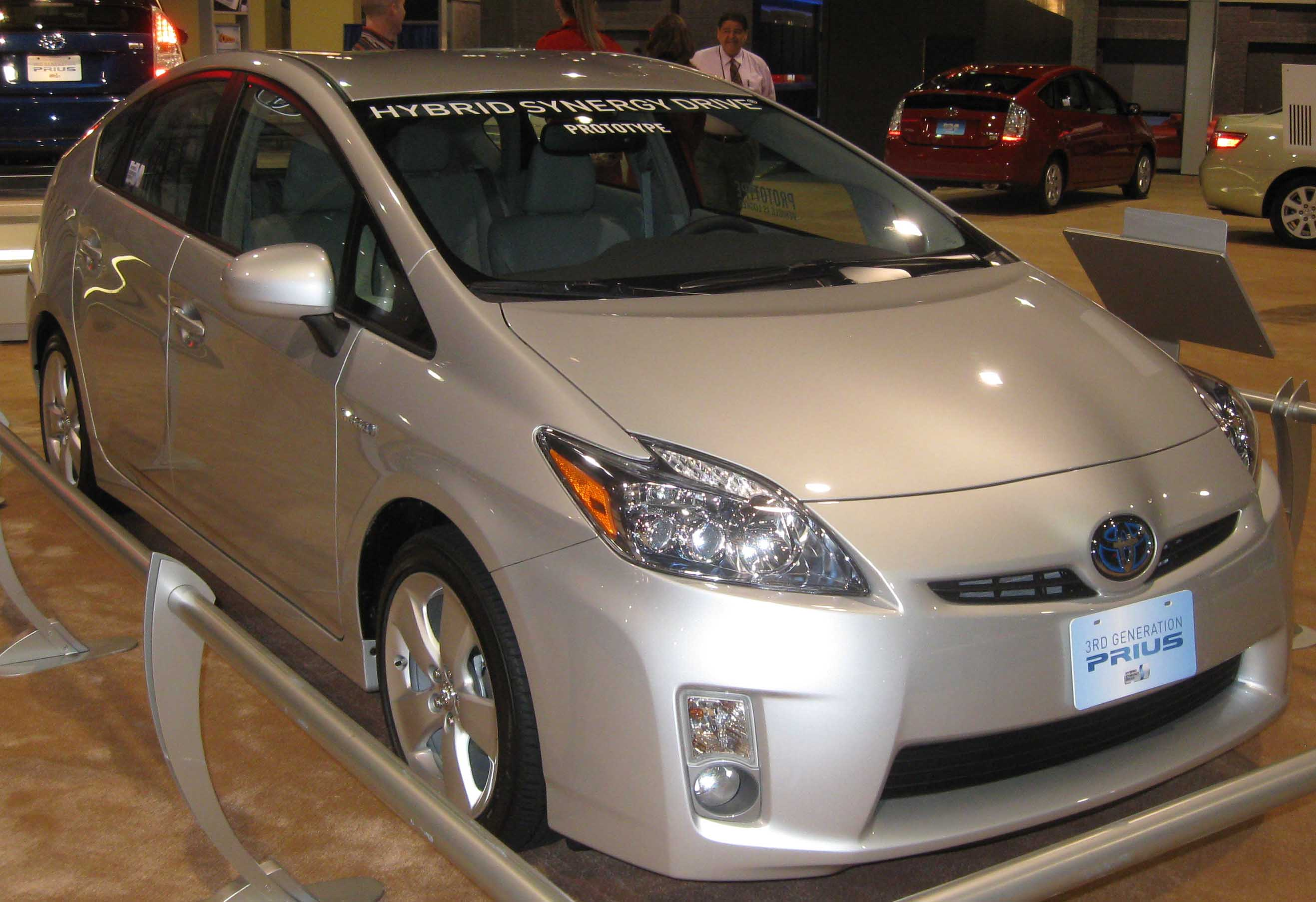
Toyota Prius - Nou Model 2009

Durant la segona meitat del 2009, s'ha posat a la venda una nova generació del Prius, presentat al Saló Internacional de Detroit i al Saló de Ginebra. Toyota anuncia un conjunt de millores en el rendiment, en la presentació, i, sobretot, en l'equipament. El motor de combustió interna augmenta el seu cubicatge fins als 1.800 cc, tot rebaixant els consums. Algunes noves opcions en l'apartat d'equipament són: un controlador electrònic de velocitat (que pot adaptar la velocitat a la del vehicle precedent), el sostre amb cèl·lules fotovoltaiques que genera energia per mantenir ventilat i fresc l'habitacle quan el cotxe està aparcat al sol, o bé el sistema automàtic d'aparcament, que, donades unes coordenades, gira el volant i els altres comanaments de manera autònoma, fins a situar el vehicle a l'espai desitjat.

## Toyota Prius endollable (Plug-in)

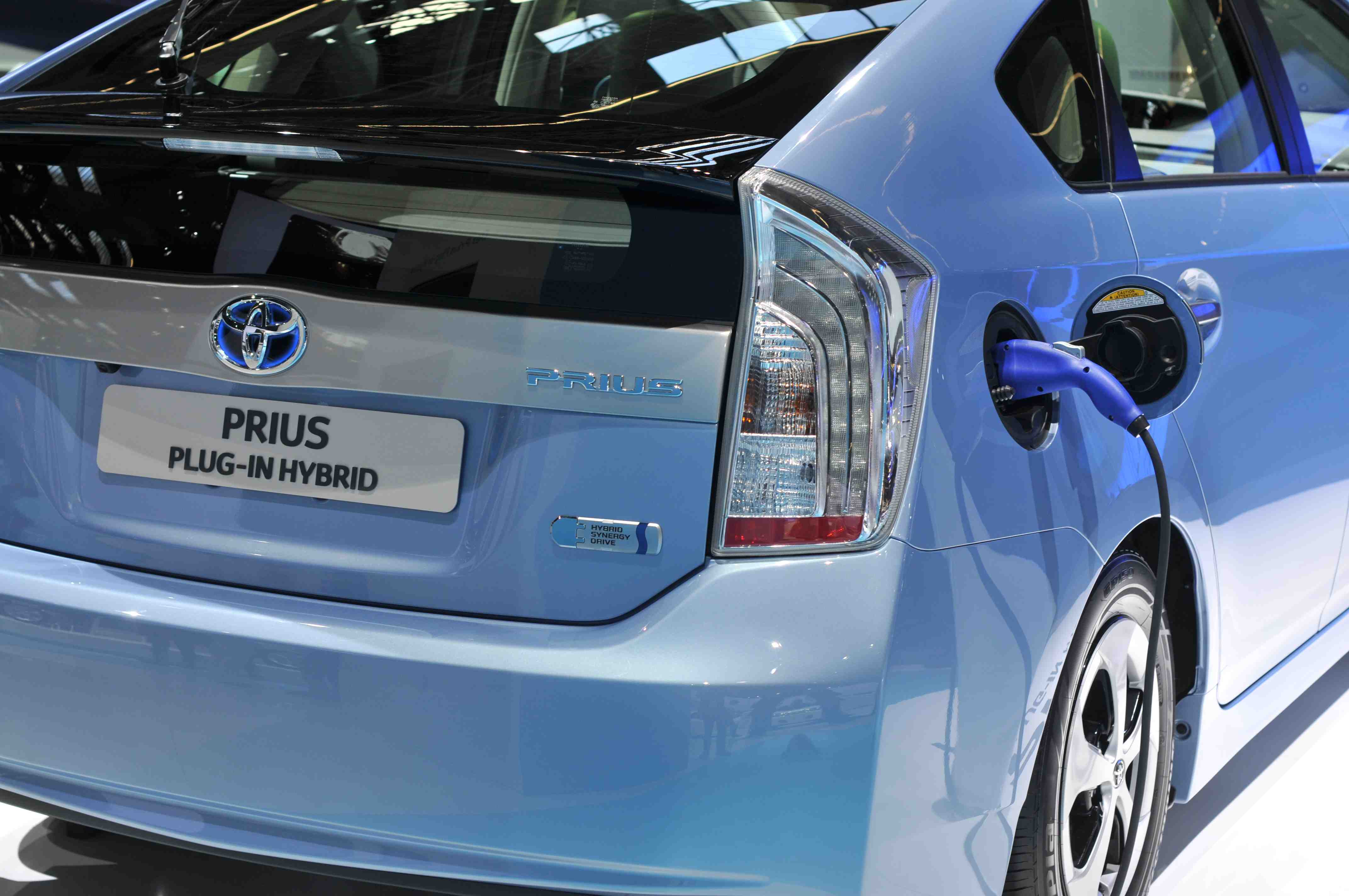
Toyota Prius endollable 2012

Diverses petites empreses nord-americanes han transformat el model II del Prius de manera que pugui carregar energia elèctrica directament de la xarxa elèctrica, multiplicant la capacitat de circular amb energia 100% elèctrica per 10, 15 o 20. Per aconseguir-ho han afegit noves bateries i modificat els paràmetres de gestió electronica del conjunt de motors.
Per preparar el nou model Toyota ha posat en circulació 600 unitats equipades amb el nou sistema, repartides entre Europa, EUA i el Japó. Els usuaris escollits han estat sobretot institucions i empreses, amb un ús intens dels vehicles i amb el compromís de fornir amplies dades sobre activitat, càrrega i rendiment. A Europa, Estrasburg és la ciutat pilot, amb 100 vehicles adjudicats, i compta, tot el programa, amb la participació d'EDF - Electricité de France.
Durant el 2012, Toyota ja va oferir aquest model, tant als EUA com a Europa, també al Japó, i progressivament a nivell mundial. Conté una bateria d'ions de liti de 4,4 kWh, que permet un recorregut 100% elèctric d'entre setze i vint-i-cinc quilòmetres. L'augment de pes respecte al model no recarregable és 40 kg. El temps de recàrrega en un endoll convencional de 220 V, d'una hora i mitja.
Aquesta versió endollable permet a un usuari amb un desplaçament diari d'uns 20 quilòmetres, estalviar-se de consumir gasolina, sempre que recarregui a casa, i doblar el quilometratge si pot recarregar a la feina o bé a un endoll públic. I, si exhaureix la bateria elèctrica, fer servir les característiques de baix consum i prestacions del model clàssic.

## Problema de software
Toyota va haver de cridar a revisió de manera "preventiva" a un total de 2,43 milions de vehicles híbrids de gasolina a tot el món a causa d'un problema en el sistema que pot provocar que el cotxe es cali. L'anomenada a revisió afecta els models Toyota Prius i Auris fabricats entre octubre de 2008 i novembre de 2014. La signatura va declarar que no està al corrent que s'hagués produït cap accident per aquest problema en el sistema d'hibridació, i que se solucionaria mitjançant una actualització de programari que trigaria uns 40 minuts. 